# 望月明

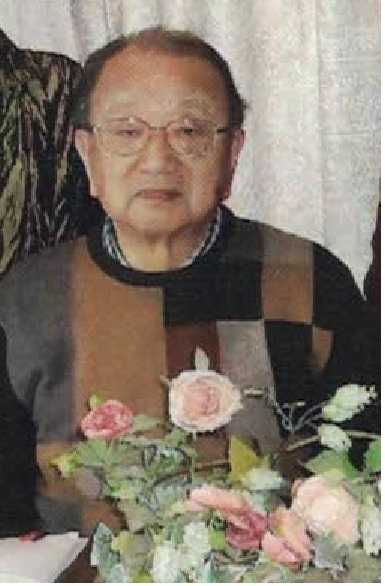
望月　明　2014年3月18日撮影

望月 明（もちづき あきら、1934年7月18日 - 2016年8月25日）は、日本の俳人。神奈川県横浜市南区高砂町生まれ。在家得度、法名は、「徹心明道」（みょうどう）。

## 来歴

### 経歴
神奈川県横浜市南区高砂町に生まれる。10歳（小学校4年生）の頃、同区伏見町に転居。横浜市立共進中学校を卒業後、1950年（昭和25年）、横浜市立横浜商業高等学校普通科に入学、同期には、写真家の南信一郎等がいる。

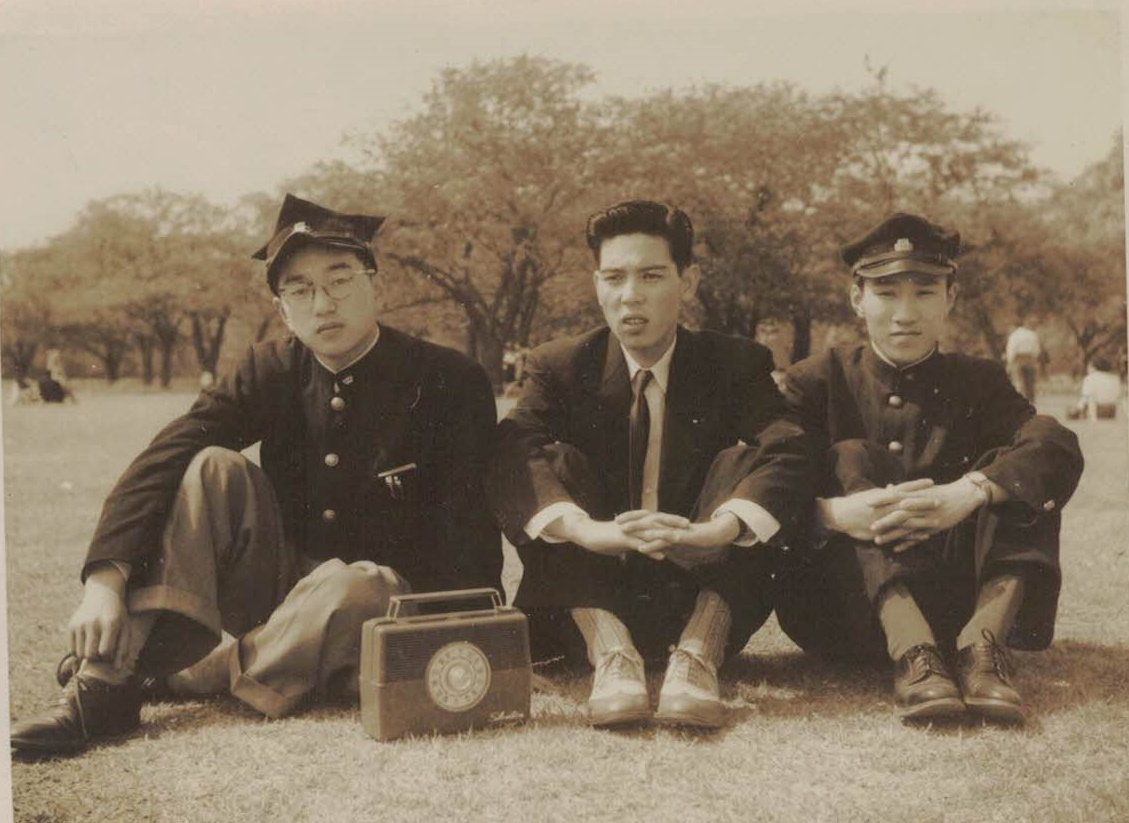
学生時代（左端）

1959年（昭和34年）、結婚を機に、横浜市南区庚台（かのえだい）に転居、ついの住居とする。隣家に、演出家でアニメーターの板野一郎が小中学生時代住んでいた。生粋の横浜子（はまっこ）である。

### 俳人として
1948年（昭和23年）、中学の国語の時間で初めて俳句を習い、「横浜の焼跡かなし夏の草」の一句稿が国語教師に激賞され、『少年新聞』の俳句欄では第一席を占めた。30年余の空白期間を経て、1983年（昭和58年）、扇谷正造を通じて、久保田万太郎の俳句を知り、俳句の本を読みふけり、自己流の俳句を習作していた。1985年（昭和60年）「春燈」に入会、投句と同時に長倉閑山の添削指導を受ける。1993年（平成5年）、「春野」前身の「あしがり」に同人として参加。「春野叢書」第一集として句文集『六計』上木。翌年、俳人協会会員となり、1996年（平成8年）、第一回「春野賞」を受けた。その後、「春野」同人会事務局長、「春野賞」選考委員を歴任。2015年2月から山珠俳句会に投句と挿絵の提供を始める。

### 広告業界に30数年勤務
1957年（昭和32年）大学卒業と同時に放送・広告業界に入った。民間放送編成局勤務を経て、(株)I&Sの前身・(株)第一広告社に入社。同社チーフプロデューサー、第一クリエーティブ室長、プランニング室長、プランニングセンター局長、経営企画室長を歴任。
ラジオCMの企画制作、1961年（昭和36年）からはテレビCMの企画制作に従事、1965年（昭和40年）頃からは、万博イベントの企画・演出も手がけた。テレビCMはサントリー、旭ペンタックス、マツダ、花王などのもので、国内・国外のCMフェステバルで受賞多数。1988年（昭和53年）夏、定年で、子会社・ビジネスインデックス社の常務取締役へ転出。1991年（平成3年）からは日本広告業協会広報委員、さらにMCEI（世界のマーケティングの集い）の日本流通研究会委員長、日本POP広告協会専任講師、情報ビジネス専門学校（川口学園）の専任講師を歴任する。　

### 仏教研究と3300札所巡礼など
美術としての仏像研究や民話の中の仏教研究が昂じて、仏教そのものの世界に入り、全国3,300札所の観音への巡礼を発願し、1993年（平成5年）、これを成就している。又、中国、インド、ヨーロッパなど各地から約100体の仏像を収集している。

## 在家得度者・法名「徹心明道」

### 87代目の法名を継ぐ
1975年（昭和50年）頃から曹洞宗の興禅寺や臨済宗の道場で座禅修業をはじめた。1984年（昭和59年）頃からヨーロッパ各地において座禅を指導した。又、各地からの仏教留学生を座禅指導もした。1987年（昭和62年）、曹洞宗・總持寺管長の梅田信隆禅師から「徹心明道」（みょうどう）という法名を頂いて在家得度し、87代目の法名を継ぐことになった。得度にちなんで詠んだ句は、
 骨太に帰命と書けり旱梅雨 （昭和62年夏）
 昂りし受戒のあとや夏の風邪 （昭和62年夏）
 沙弥としてわが名呼ぶばるる夏花摘 （昭和63年夏）
 鳥雲に帰命の遅速ありにけり （昭和65年春）

### 「一人一寺心の寺」運動に参加
1987年（昭和62年）頃から在家仏教徒の集り「一人一寺心の寺」（いちにんいちじ）運動の会（創設者 井上球二）の活動に参加し、「普聞山示現寺」を建立。事務局長・会長補佐を歴任した。

## 著書
- 望月明 『六計』（春野叢書）1993年9月25日刊
- 望月明 『七計』（本阿弥書店）1997年10月30日刊　※第1回春野賞受賞
- 望月明 『八計』（春野叢書）1995年3月25日刊
- 望月明 『九計』（春野叢書）1997年3月1日刊
- 望月明 『十計』2002年6月1日刊
- 望月明 編・著 『広告ビジネスハンドブック』1991年10月20日刊(宣伝会議新社発行　ISBN 4-915376-91-5 C2063 P2600E)
- 望月明 著「阪神大震災・ボランテイアの現場から-モノからココロの救援へ-」『大法輪』1997年刊
- 望月明 著「観音の道」連載①～⑨